# Лобановка (Измалковский район)
Лобановка — деревня Афанасьевского сельсовета Измалковского района Липецкой области.

## География
Лобановка находится на левом берегу реки Сосна. Через деревню проходит просёлочная дорога, имеется одна улица — Сосновая.

## Население
| 2010 |
| ---- |
| 3    |